# Smart Industry

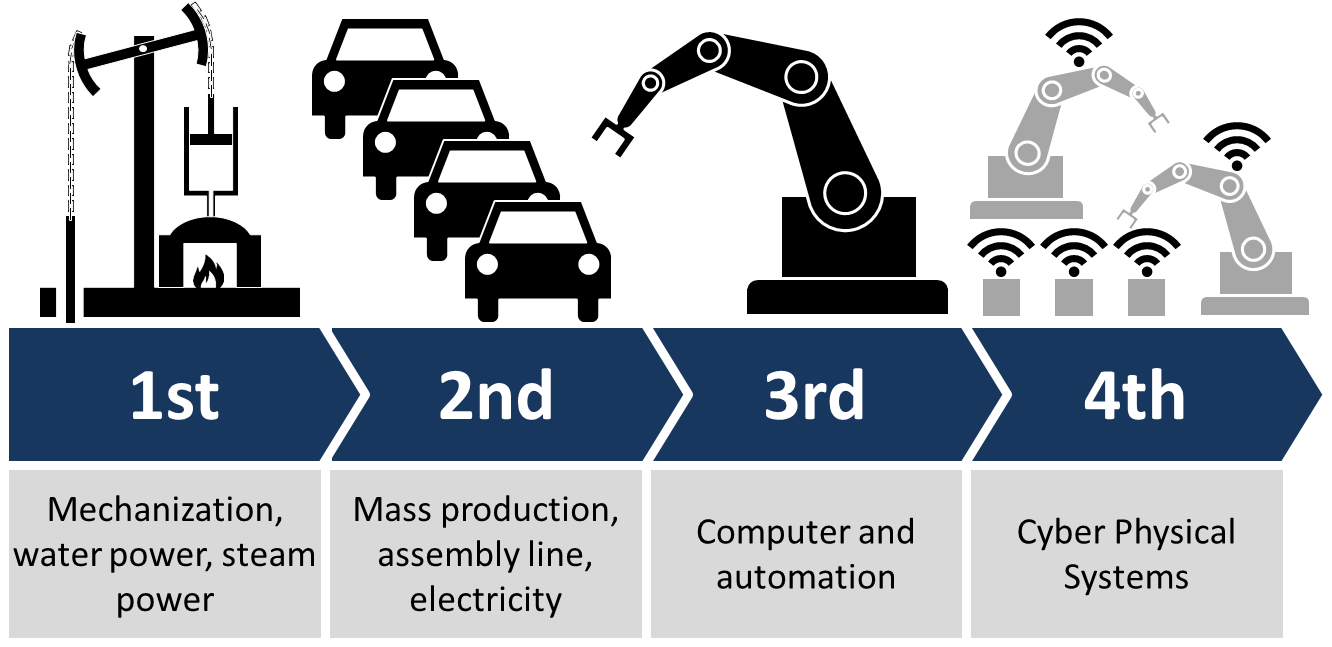
Vier fasen van industriële ontwikkeling

Smart Industry of ook wel Industry 4.0 of de vierde industriële revolutie is de naam voor een trend van automatisering en gegevensuitwisseling die gebruikt wordt bij industriële fabricagetechnieken. Het bestaat uit autonome cyber-fysieke productiesystemen, the Internet of things (IoT of IIoT: Industrial IoT), cloudcomputing en systemen die ons denkproces deels of volledig kunnen overnemen (cognitieve computing).
Smart Industry of Industry 4.0 maakt wat men noemt een "smart factory". Binnen deze slimme fabrieken, worden machines gekoppeld en uitgelezen, zodat er een goed inzicht kan worden verkregen in wat er werkelijk in de fabriek gebeurt en de processen sneller kunnen worden geoptimaliseerd. Dit creëert nieuwe kansen op het gebied van de waardeketen, doordat doorlooptijden verkort kunnen worden en efficiënter gewerkt kan worden. Men zal proberen te vermijden om informatie over te typen van het ene softwaresysteem naar het andere softwaresysteem. Ook op het gebied van service ontstaan er systemen die onderhoudswerkzaamheden gaan voorspellen. 
Bij het invoeren van dergelijke systemen wordt er onderscheid gemaakt in horizontale en verticale integratie. Horizontale integratie betreft het digitaliseren van orderprocessen, zoals aanvragen, offertes, orders, inzicht in productievoortgang en facturering. Verticale integratie betreft de integratie van informatiestromen van de werkvloer tot aan het directiekantoor, zoals MES-systemen en ISA-95.